# Alfred Habegger
Alfred Habegger, né à Münsingen le 1er juin 1926 et mort à Gorgier le 3 avril 1990, est un architecte suisse qui a marqué l'architecture de la région neuchâteloise par ses constructions scolaires au cours des années 1960-70.

## Éléments biographiques

### Famille et formation
Issu d’une famille catholique, Alfred Habegger est le fils de Hans, géomètre à Münsingen et de Marie Pauline Joséphine née Stein. En 1951, il épouse Gudwella née Purrer dont il aura deux enfants et divorcera au cours des années 1970. En 1990, quelques jours avant son décès, il se remarie avec Colette née Perrier, sa compagne durant une dizaine d’années.
Alfred Habegger effectue l’essentiel de sa scolarité à Porrentruy où il décroche sa maturité fédérale en 1945. En 1946, il entame une formation d’ingénieur agronome à l’École polytechnique fédérale de Zurich (EPFZ), avant d’abandonner cette voie pour se tourner vers la section d’architecture et obtenir son diplôme en 1956 sous la direction du professeur Hans Hofmann. Durant ses études, Alfred Habegger multiplie les expériences professionnelles auprès d’architectes de la région zurichoise : H.P. Fehr, Eugen Läubli, Fritz Meili et Roland Rohn. En 1957, il rejoint la section zurichoise de la Société suisse des ingénieurs et architectes (SIA),.

### Vie professionnelle
En 1957, Alfred Habegger s’installe avec sa famille à Neuchâtel où il ouvre son propre bureau en 1962, après quelques années de collaboration au sein du bureau Kung & Aubry sis dans le chef-lieu. Il s'investit dans la vie publique locale, s'intéresse aux enjeux urbanistiques du moment et se présente en 1964 au Conseil général sous les couleurs du parti radical. En 1964 toujours, l'architecte obtient des autorités communales le mandat de construction du centre scolaire secondaire du Mail à Neuchâtel (1965-1970), une réalisation dont l’envergure et l’originalité assoit sa réputation et lui ouvre l'accès aux grands chantiers scolaires de la région,,. Il est ainsi associé à la réalisation du complexe scolaire de Cescole à Colombier (1968-1972), collaborant avec le lauréat du concours, l'architecte chaux-de-fonnier Jean-Pierre Horni. Alfred Habegger remporte ensuite le concours du centre scolaire secondaire Béroche-Bevaix à Gorgier (1972) et se charge du chantier de ce qui va devenir le collège des Cerisiers (1974-1976),,. Son expérience lui sert également au sein de jurys de concours, comme celui du groupe scolaire de Cressier.
Alfred Habegger ne se cantonne pas à la construction scolaire, se chargeant par exemple de la modernisation de l’ancienne prison de Neuchâtel (1967-68) ou d'une partie de la réalisation du nouveau siège social de La Neuchâteloise assurance à Neuchâtel (1972, 1975-1978, en association avec Georges-Jacques Haefeli),. Il explore également des typologies moins conventionnelles, à l'image d'un projet pour la cabane Bertol, finalement abandonné par la section neuchâteloise du Club alpin suisse pour des raisons de coût.
Mandats, concours et collaborations s’enchaînent ainsi jusqu’à la crise économique et horlogère du milieu des années 1970 qui met un terme aux grands projets d’architecture et réduit le train de vie économique de la région neuchâteloise. Alfred Habegger va néanmoins poursuivre son activité, mais à moindre échelle, jusqu’à ce qu’il soit rattrapé par la maladie et décède en 1990.
Sa production architecturale conjugue les créations à fort caractère et les constructions banales ou alimentaires. Ses réalisations majeures se caractérisent par la générosité des espaces, la complexité et l'intelligence des plans, l'usage de la rampe et la multiplication des niveaux qu'elle permet, l'abondance de la lumière naturelle et le travail du béton. Haut en couleur et souvent visionnaire, Alfred Habegger montre davantage de dispositions pour la conception et le projet que pour un suivi minutieux des réalisations et pour l'administration, des tâches qu’il confie volontiers à des collaborateurs qualifiés. Une curiosité et une bonne connaissance des matériaux et des techniques de construction contemporaines lui permettent d’explorer les possibilités ouvertes par la préfabrication durant les années d'après-guerre, les multiples déclinaisons permises par les éléments en béton notamment,.

## Principales réalisations

### Éducation
- 1967-70 : Neuchâtel, Centre scolaire secondaire du Mail (Bellevaux 52)

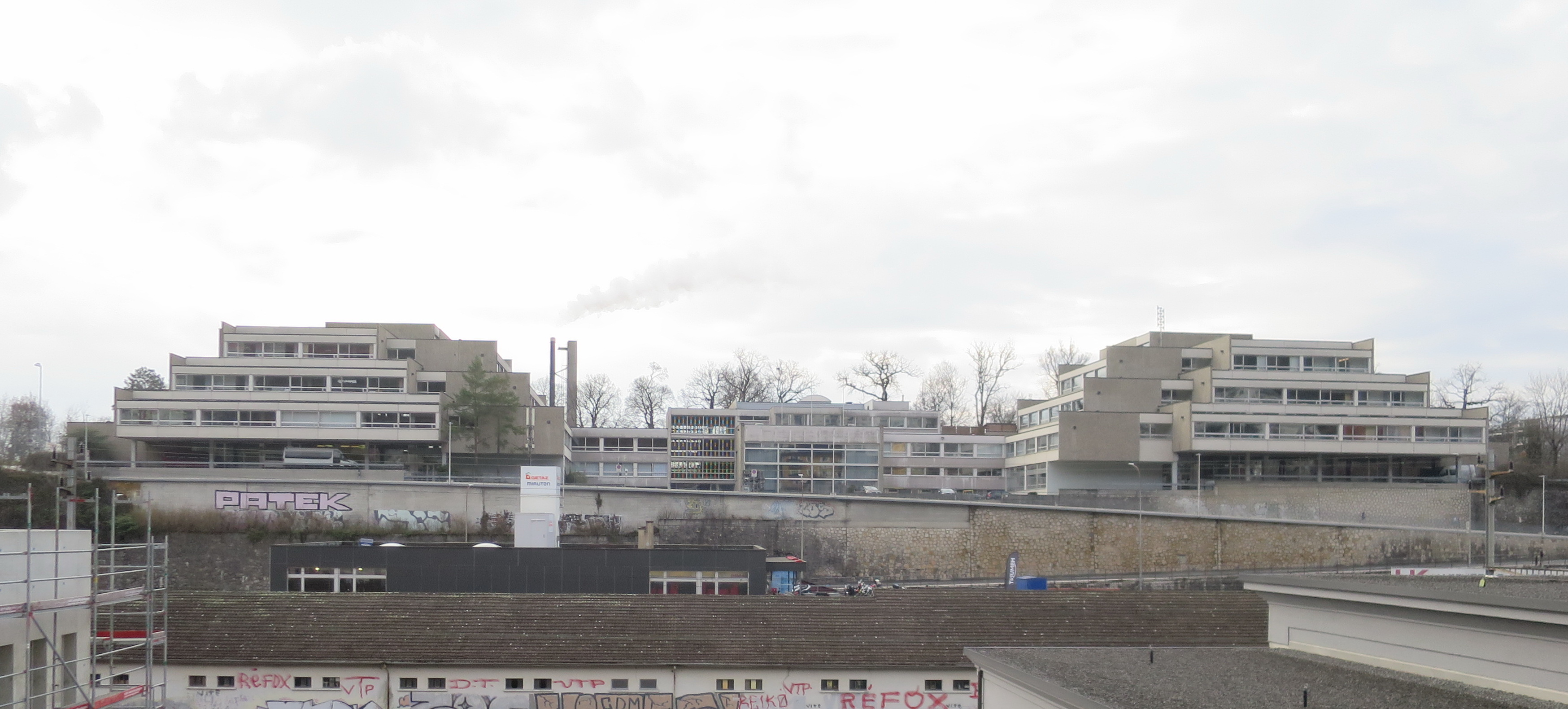
Neuchâtel, collège du Mail

Ensemble très original composé de deux pyramides reliées par un corps de liaison plus bas; les classes sont disposées sur les quatre faces des pyramides ; une rampe enroulée autour d'un puits de lumière dessert les quarts de niveau,,.
- 1968-72 : Colombier, Centre scolaire secondaire dit Cescole (Longueville 9-11)

Alfred Habegger collabore avec Jean-Pierre Horni, lauréat du concours architectural et auteur des dispositions générales du groupe scolaire, durant les premières étapes de sa réalisation.
- 1974-76 : Gorgier, Centre scolaire secondaire Béroche-Bevaix, dit collège des Cerisiers (Lancelot 1)

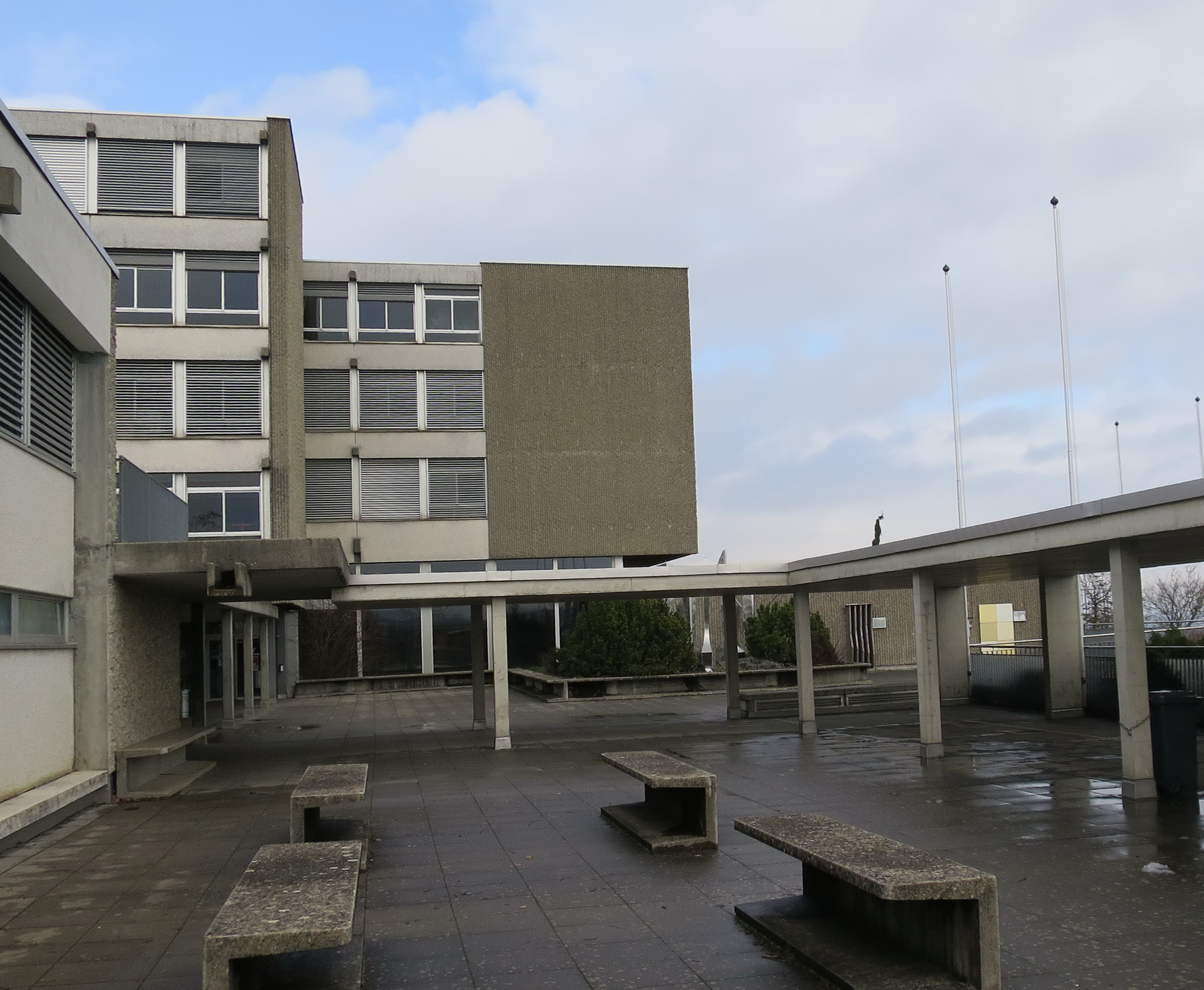
Gorgier, collège des Cerisiers

Réalisation monumentale par sa volumétrie, par la plasticité de ses matériaux. Subtile système de circulation reposant sur un double jeu de rampes permettant de multiplier les niveaux. Eclairage du cœur du complexe par deux puits de lumière et classes à nouveau disposées sur les quatre façades.
- 1983-84 : Auvernier, Salle polyvalente (route du Lac 11)

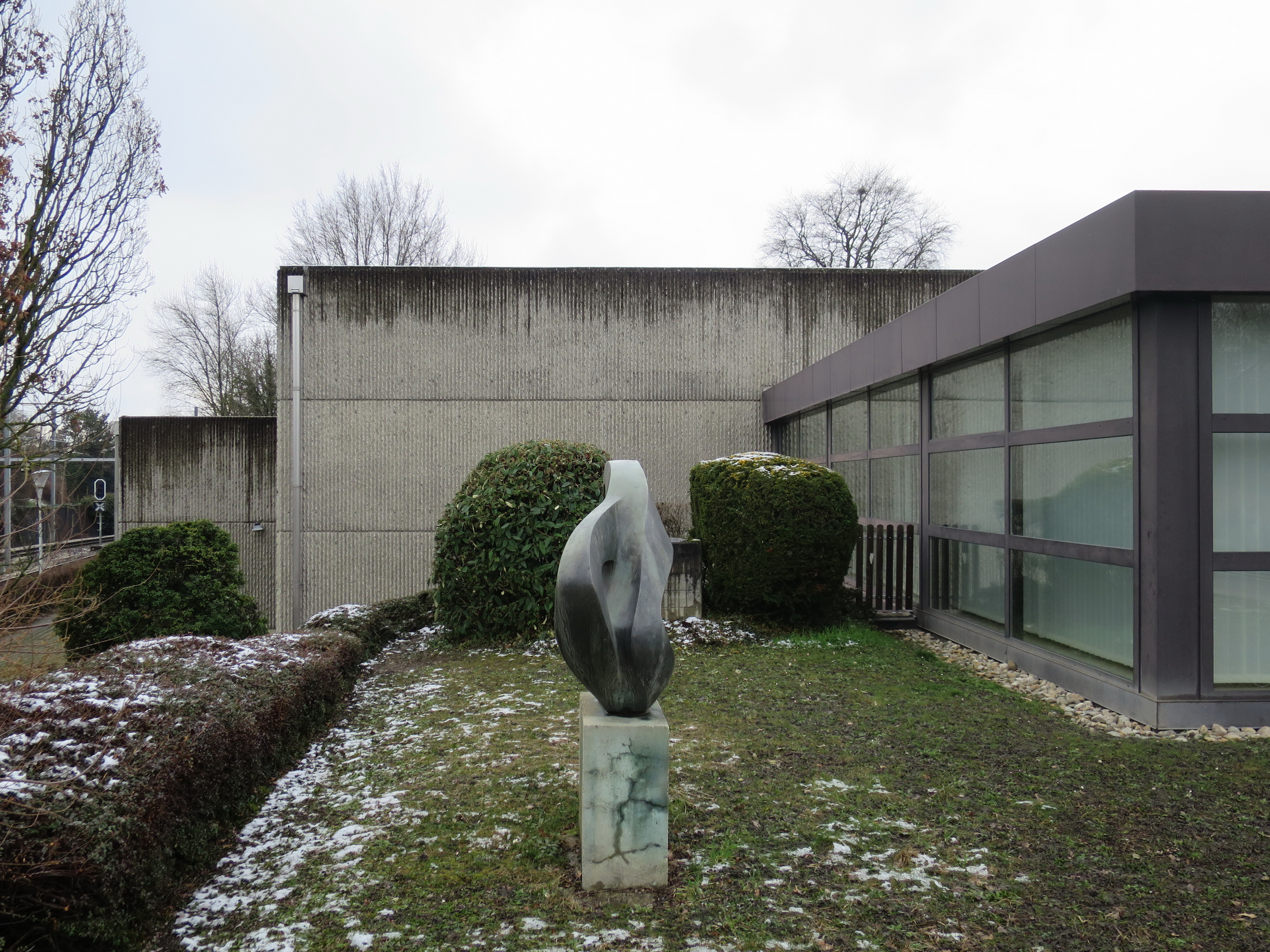
Auvernier, salle polyvalente

Réalisé en béton brut, le bâtiment est semi-enterré, abritant une salle de gymnastique et de spectacle qui complète le complexe scolaire du début du 20e siècle. La réalisation cherche à s'insérer dans son environnement, dialoguant avec la nouvelle autoroute. L'architecte Robert Monnier sera associé au chantier.

### Administration, commerce et industrie
- 1959-60 : Neuchâtel, Rue Saint-Maurice 7 S.A. (rue Saint-Maurice 7)

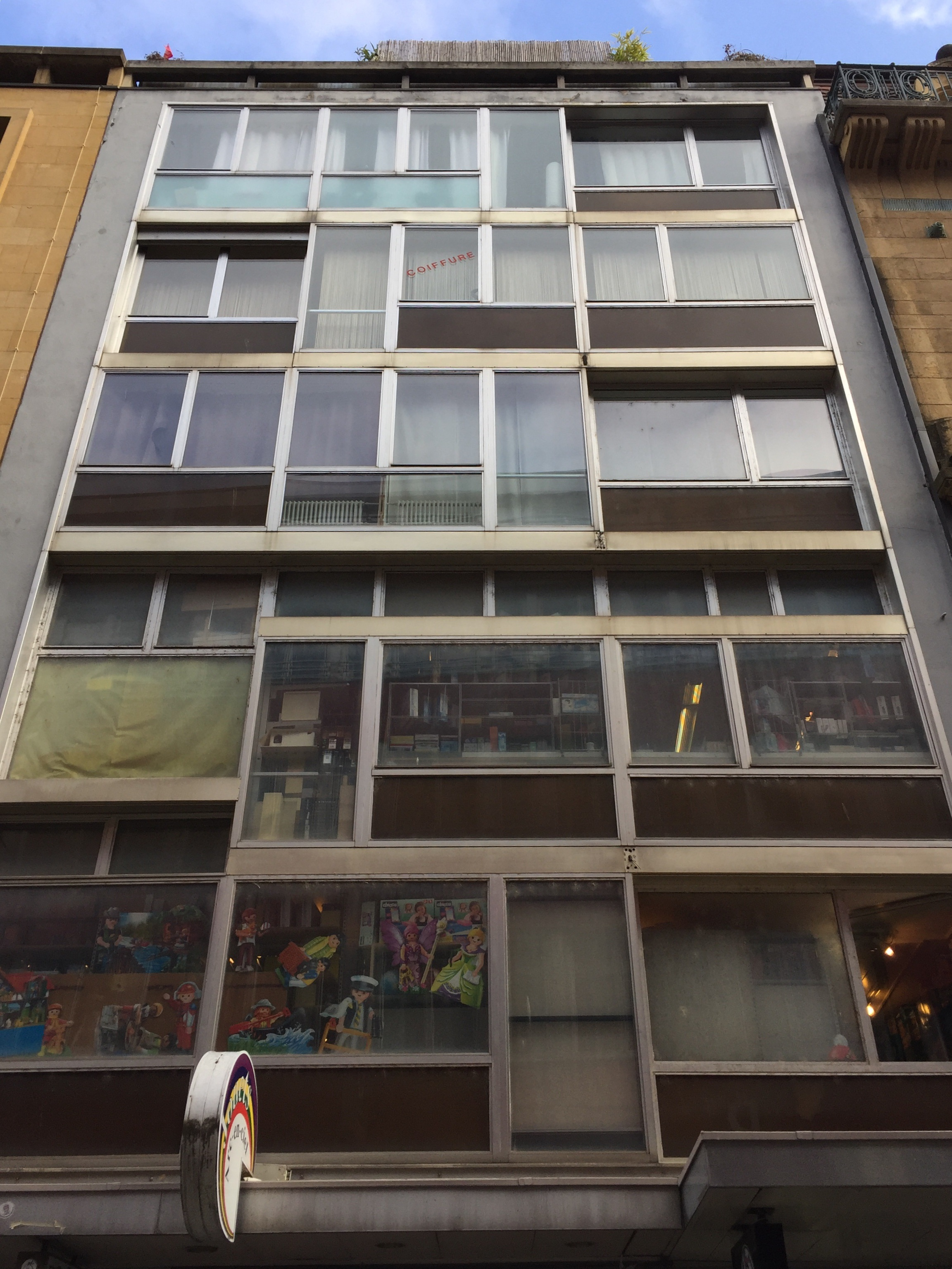
Neuchâtel, rue Saint-Maurice 7

Démolition et reconstruction d'un immeuble commercial et locatif en tant que collaborateur du bureau Kung & Aubry ; en utilisant un système d'ossature métallique et un mur-rideau, l'architecte n'hésite pas à déroger aux habitudes constructives qui prévalaient au centre ville, malgré une volonté affirmée de concilier modernité et intégration au tissu existant.
- 1962 : Neuchâtel, garage de l'État pour ses chasse-neige et autres véhicules (route des Gorges-du-Seyon 1)

- 1972-78 : Neuchâtel, La Neuchâteloise Assurance (rue de Monruz 2 et route des Falaises 64, 68 et 74),

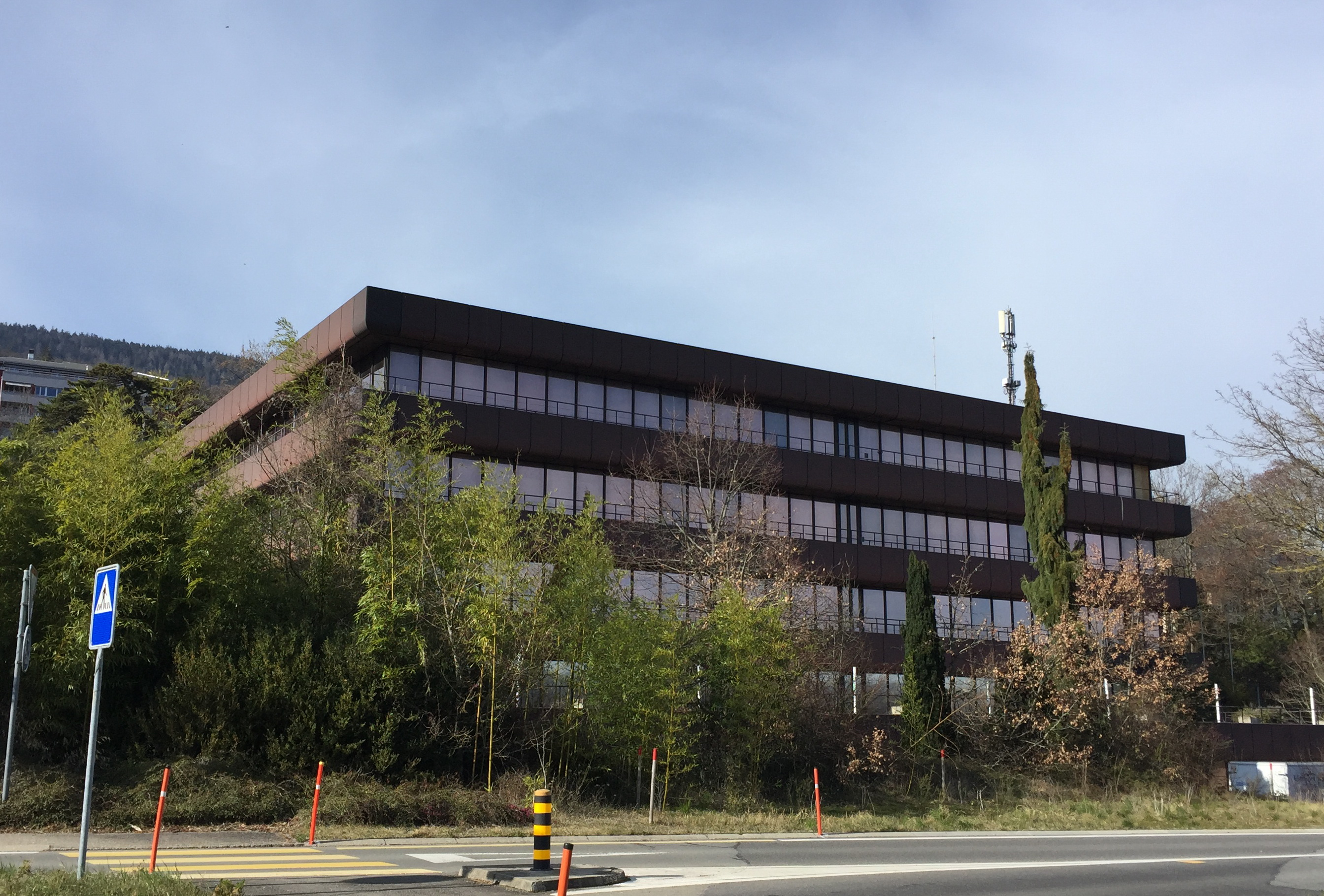
Neuchâtel, immeuble administratif édifié pour l'ancienne Neuchâteloise Assurance

Complexe administratif implanté de part et d’autre de la route cantonale N5, conçu par Georges-Jacques Haefeli. Le bâtiment administratif en verre et aluminium est complété par trois constructions : un complexe de quatre appartements de service, un immeuble réservé à l’hébergement des collaborateurs externes et un restaurant d'entreprise, avec cuisine, terrasse, bassin de natation et salles de réunion en front de lac.
- 1975-81 : Neuchâtel, immeuble à usages multiples (rue de la Serre 11)

Démolition d'un immeuble du 19e siècle, au profit d'un nouvel ensemble exploitant la pente pour superposer les fonctions : logements, bureaux, entrepôts et parking souterrain. Façade en béton teinté "façon pierre jaune" et encadrements en simili pierre locale. Auteur des premiers projets, Alfred Habegger abandonnera son mandat peu avant la réalisation annonçant "un départ à l'étranger" imminent qui ne concrétisera pas.

### Logement
- 1962 : Neuchâtel, immeuble locatif (rue des Saars 87)

Ce bâtiment appartient à un ensemble de quatre immeubles locatifs réalisés par le bureau Kung & Aubry. Alfred Habegger conçoit le plan de lotissement et réalise le premier bâtiment, avant de se mettre à son compte et de laisser André Hauswirth se charger de la fin du chantier.
- 1973-75 : Marin, complexe locatif et commercial (rue des Tertres 2, rue Auguste-Bachelin 6-8)

Construction d'un ensemble de trois bâtiments comprenant du logement, un rez-de-chaussée commercial et un restaurant. Les décrochements de la façade sur rue et la variation des volumes permettent d'insérer cet ensemble de grandes dimensions au cœur du village de Marin et de résoudre des questions d'alignement.
- 1974 : Neuchâtel, villa familiale (chemin du Chanet 6)

### Transformations
- 1963, 1964 et 1968 : Neuchâtel, Fabrique d’horlogerie Froidevaux S.A. (ruelle Vaucher 22)

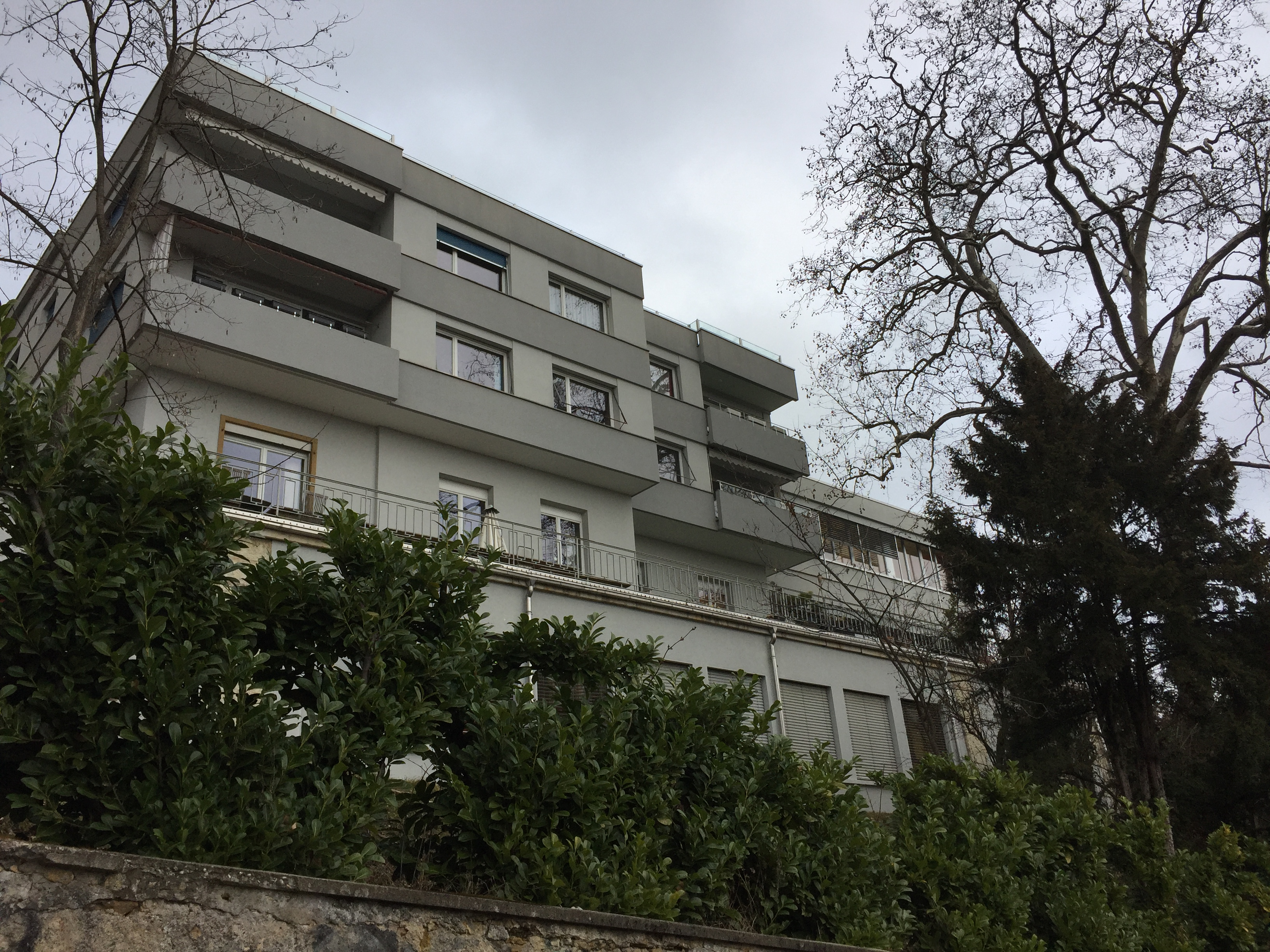
Neuchâtel, ruelle Vaucher 22

Démolition et reconstruction partielle des étages supérieurs du corps principal, adjonction puis surélévation d'une annexe abritant un atelier d'horlogerie et un réfectoire.
- 1967-68 : Neuchâtel, anciennes prisons (rue Jehanne-de-Hochberg 3)

Transformation et mise aux normes d'un bâtiment de prison du début du 19e siècle: aménagement d’une cuisine dans une petite cour, rénovation intérieure et création d'un ascenseur reliant le niveau du lac de celui de la colline du château.
- 1969 : Neuchâtel, maison d'habitation et bureaux (escaliers du Château 4)

Transformation d'un immeuble ancien situé au cœur de la ville ancienne de Neuchâtel. Il utilise les deux corps de batiments séparés par une cour intérieure pour installer son bureau aux étages inférieurs et son logement aux niveaux supérieurs.
- 1971 : Neuchâtel, La Neuchâteloise Assurance (rue du Musée 9)

Aménagement de bureaux dans un immeuble ancien au centre ville.
- 1974 : Hauterive, Galerie 2016 (place du village)

Aménagement d'une galerie d'art contemporain dans une construction villageoise ancienne, la Maison des Arcades, un édifice ayant notamment servi de boucherie, de four banal et d'école,.

## Participation à des concours
- 1966 : gymnase de La Chaux-de-Fonds (achat de son projet « Olé »)[15]
- 1968 : musée d'horlogerie de La Chaux-de-Fonds (non classé)
- 1972 : centre scolaire secondaire Béroche-Bevaix (futur collège des Cerisiers) à Gorgier (lauréat d'un concours restreint)[9]
- 1981 : salle polyvalente d'Auvernier (lauréat du concours avec son projet « 1626 »)[16]
- 1986 : salle de gymnastique et spectacles du Landeron (4ème prix/6ème rang)[17]
- 1986 : salle de gymnastique de Corcelles-Cormondrèche[18]
- 1986 : salle polyvalente et locaux de la protection civile de Cortaillod[19]
- 1988 : théâtre de Neuchâtel (non classé)

## Galerie de photographies

### Neuchâtel, collège du Mail

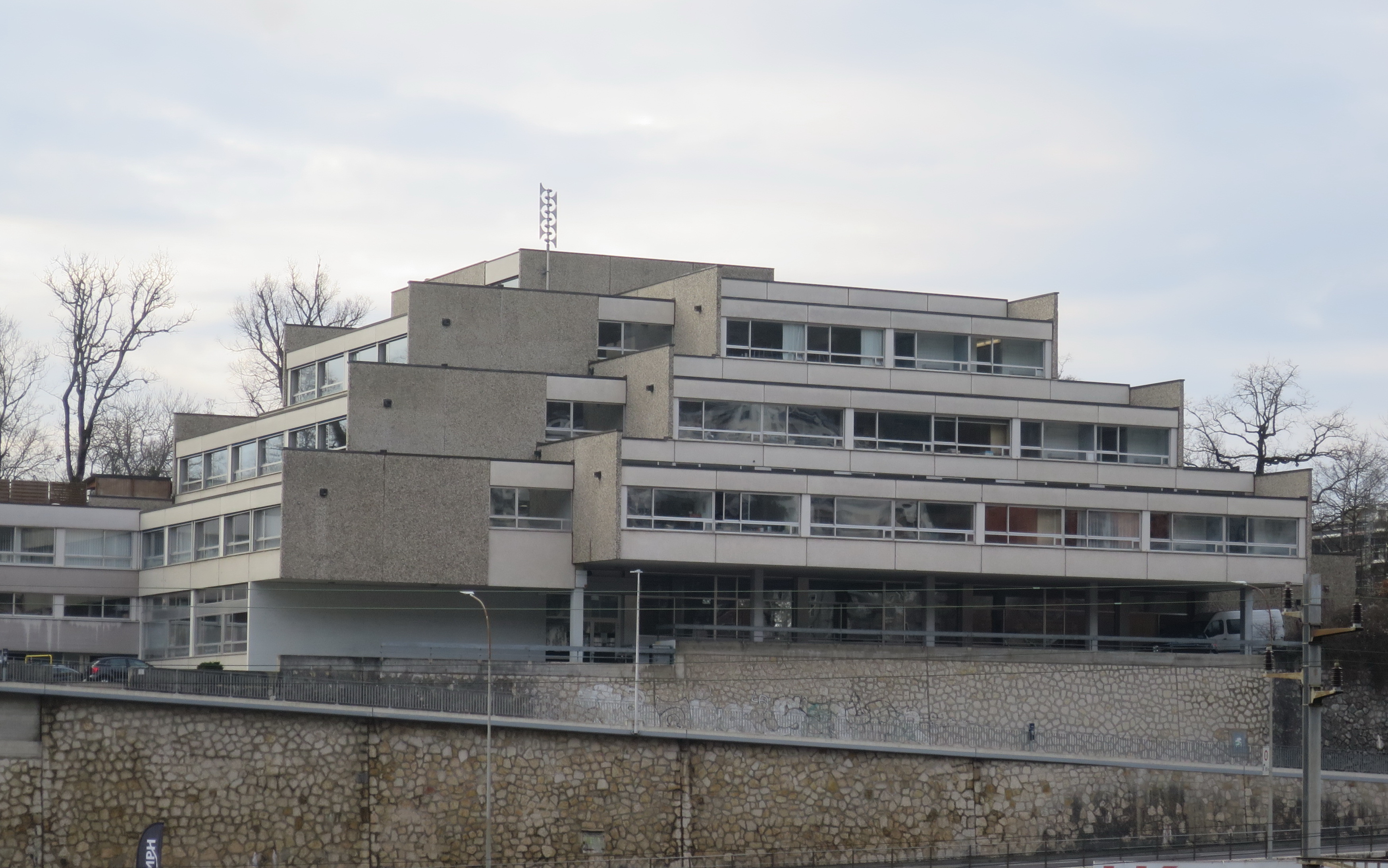
La première pyramide vue du nord
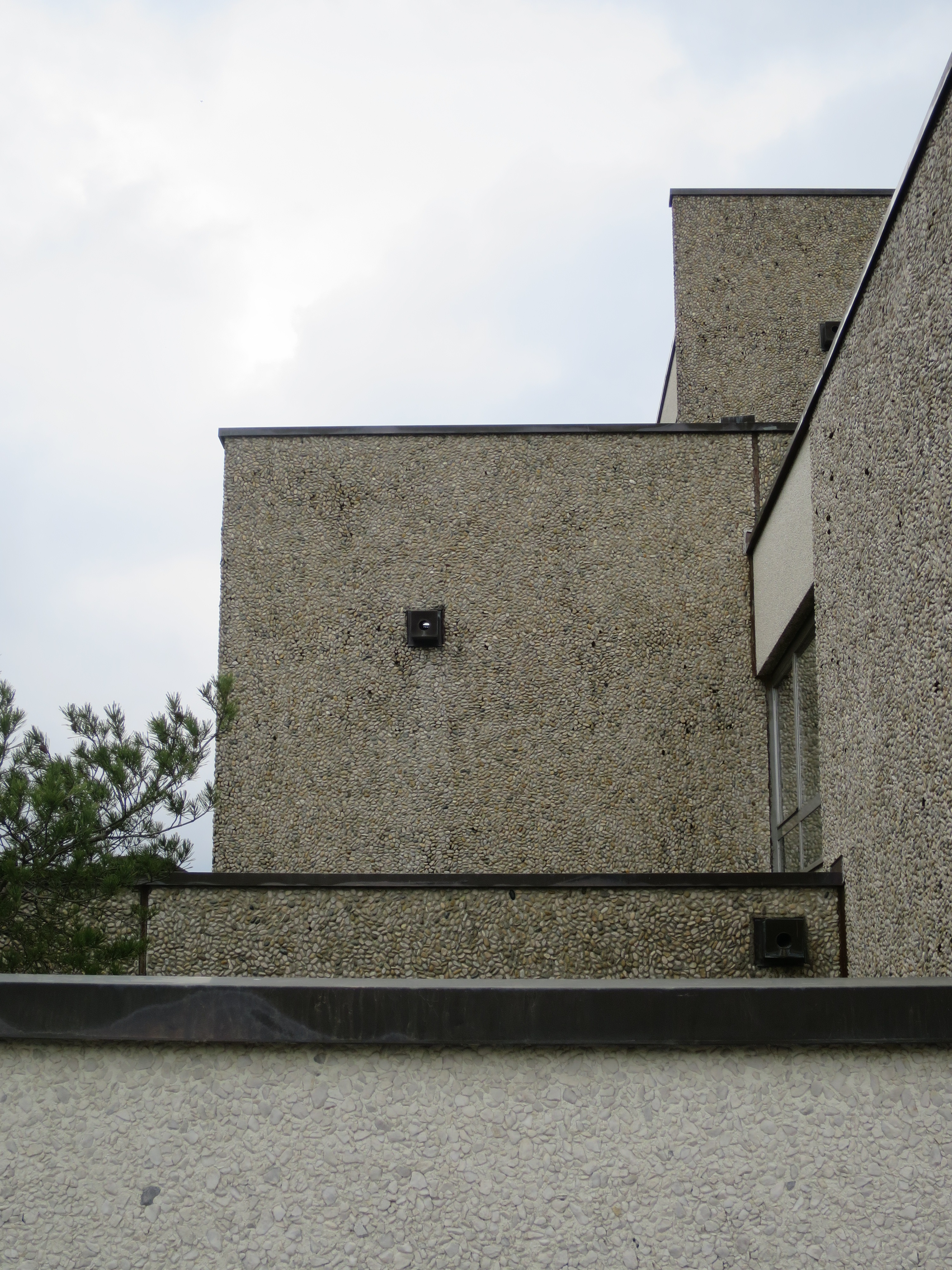
La seconde pyramide, détail constructif des éléments préfabriqués
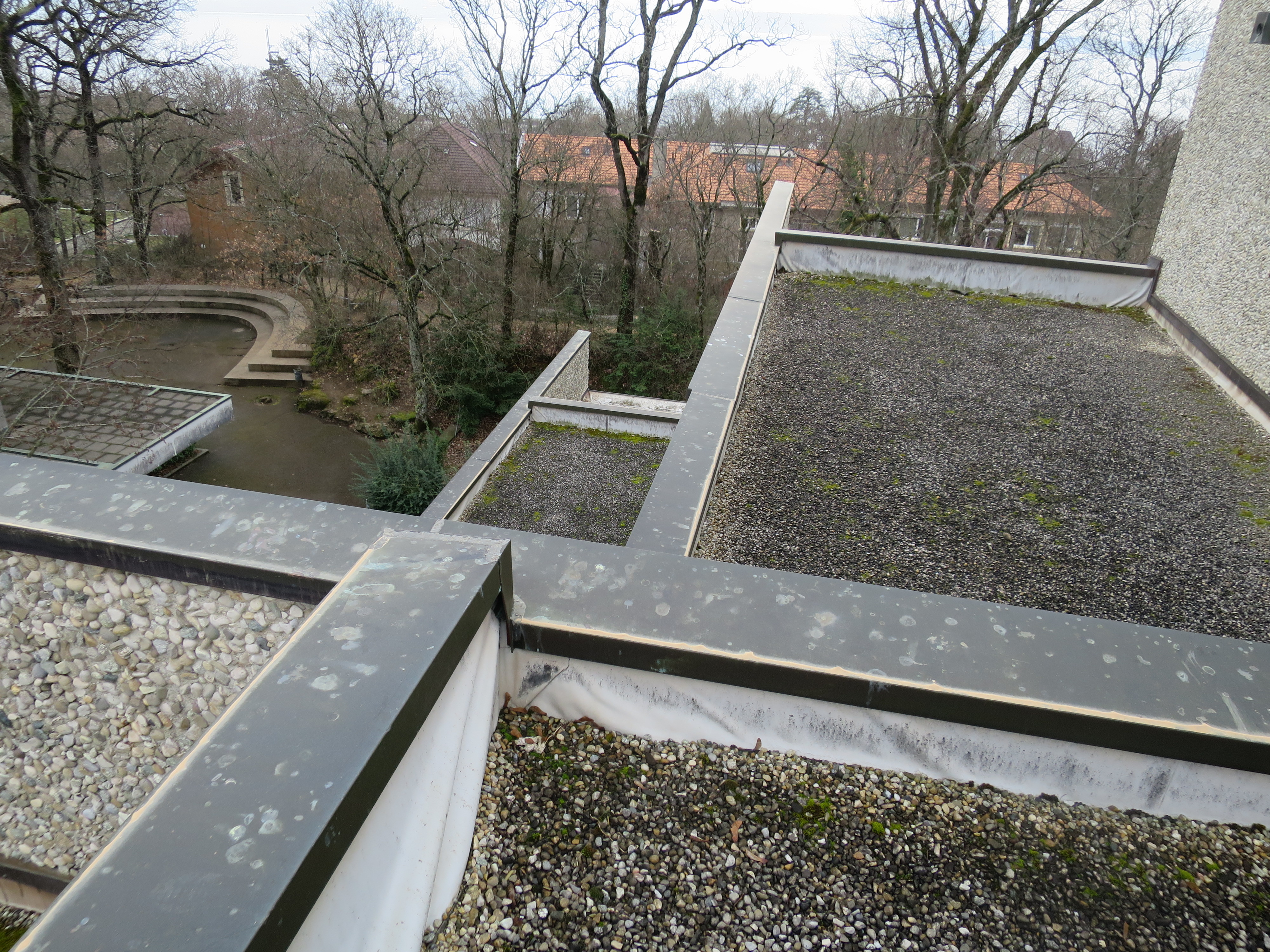
La première pyramide, complexité des toitures
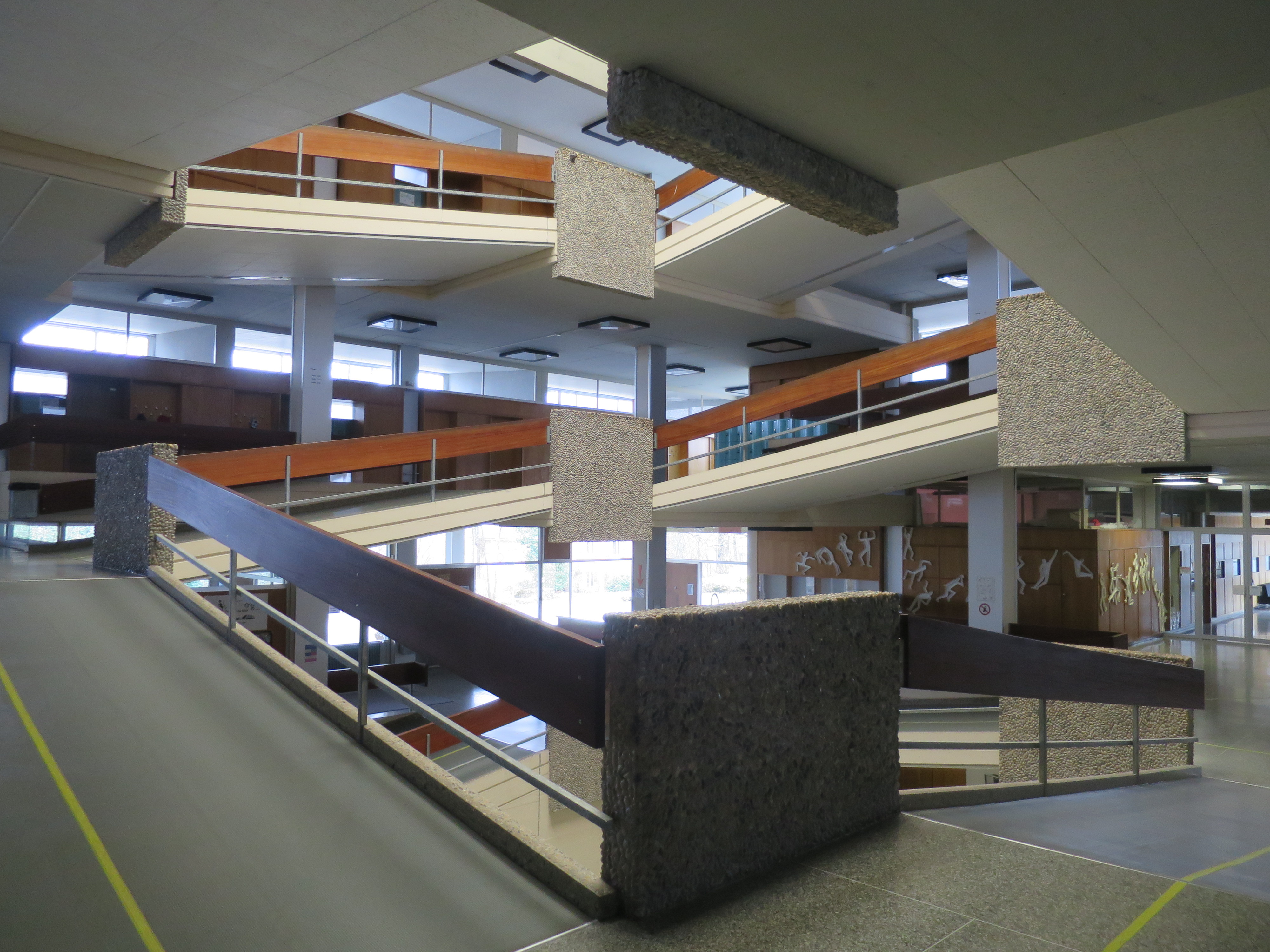
La seconde pyramide, les rampes et le puits de lumière
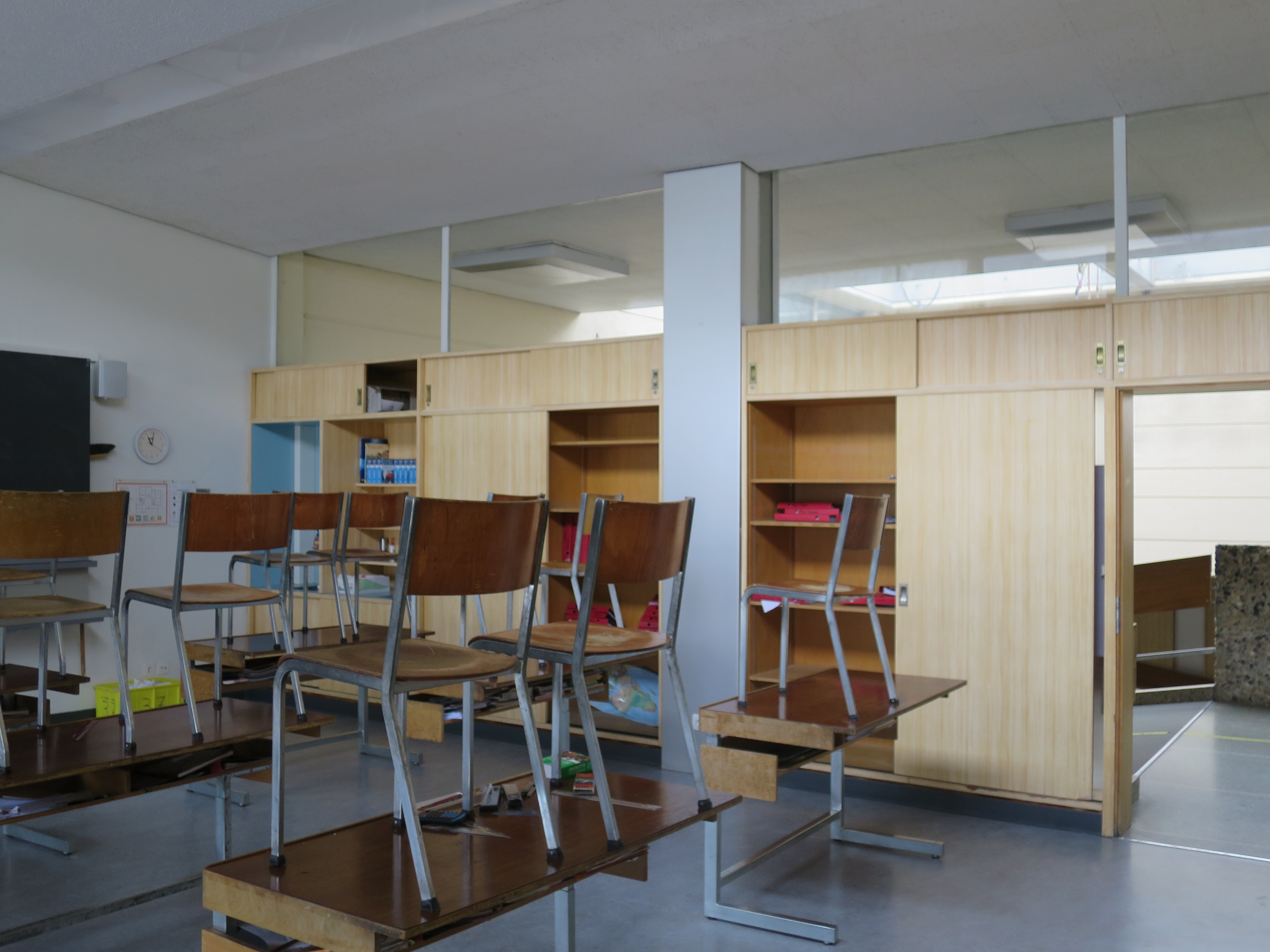
La première pyramide, intérieur d'une salle de classe

### Gorgier, collège des Cerisiers

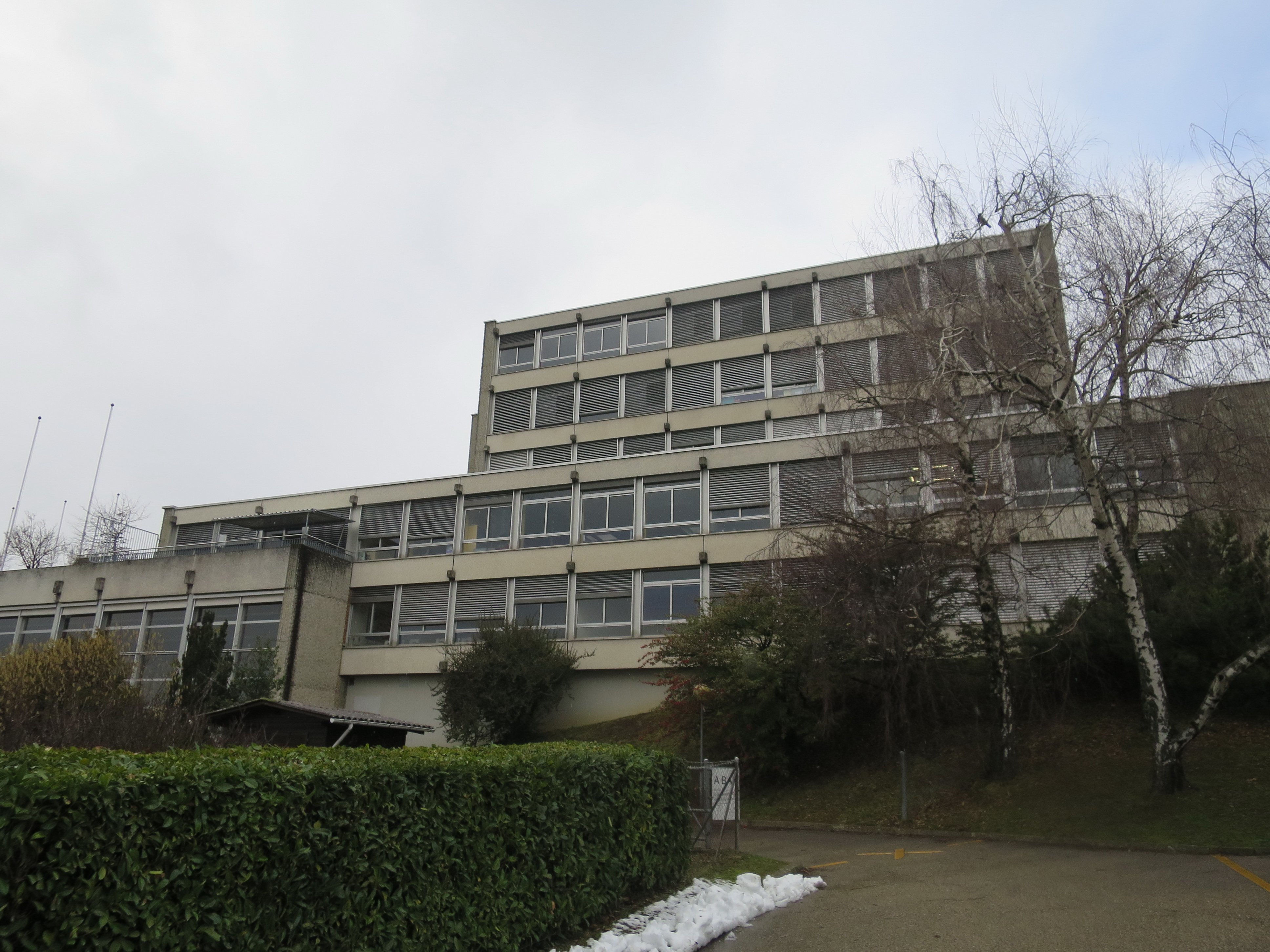
Vue de la façade sud
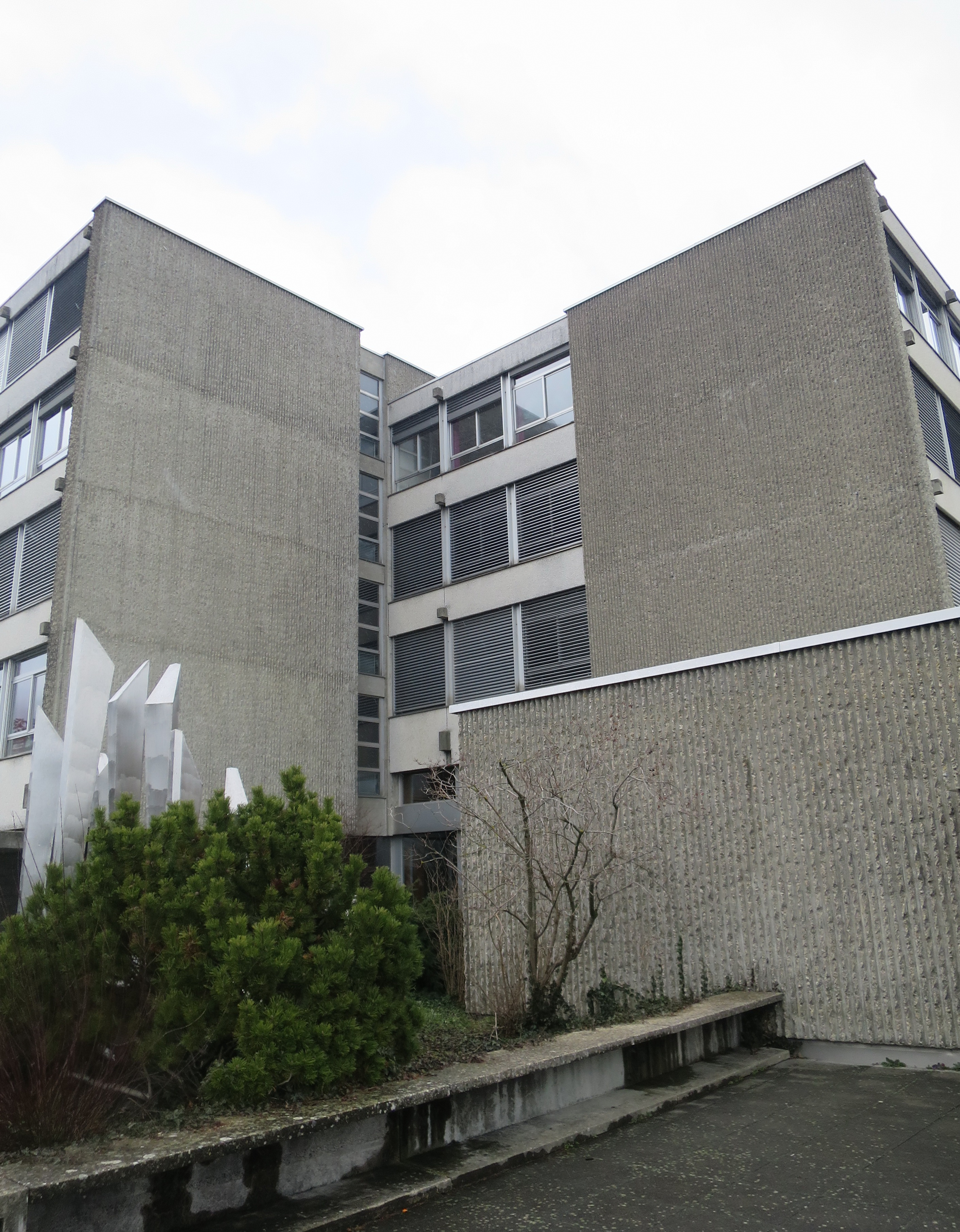
Articulation des différentes parties du bâtiment, angle sud-ouest
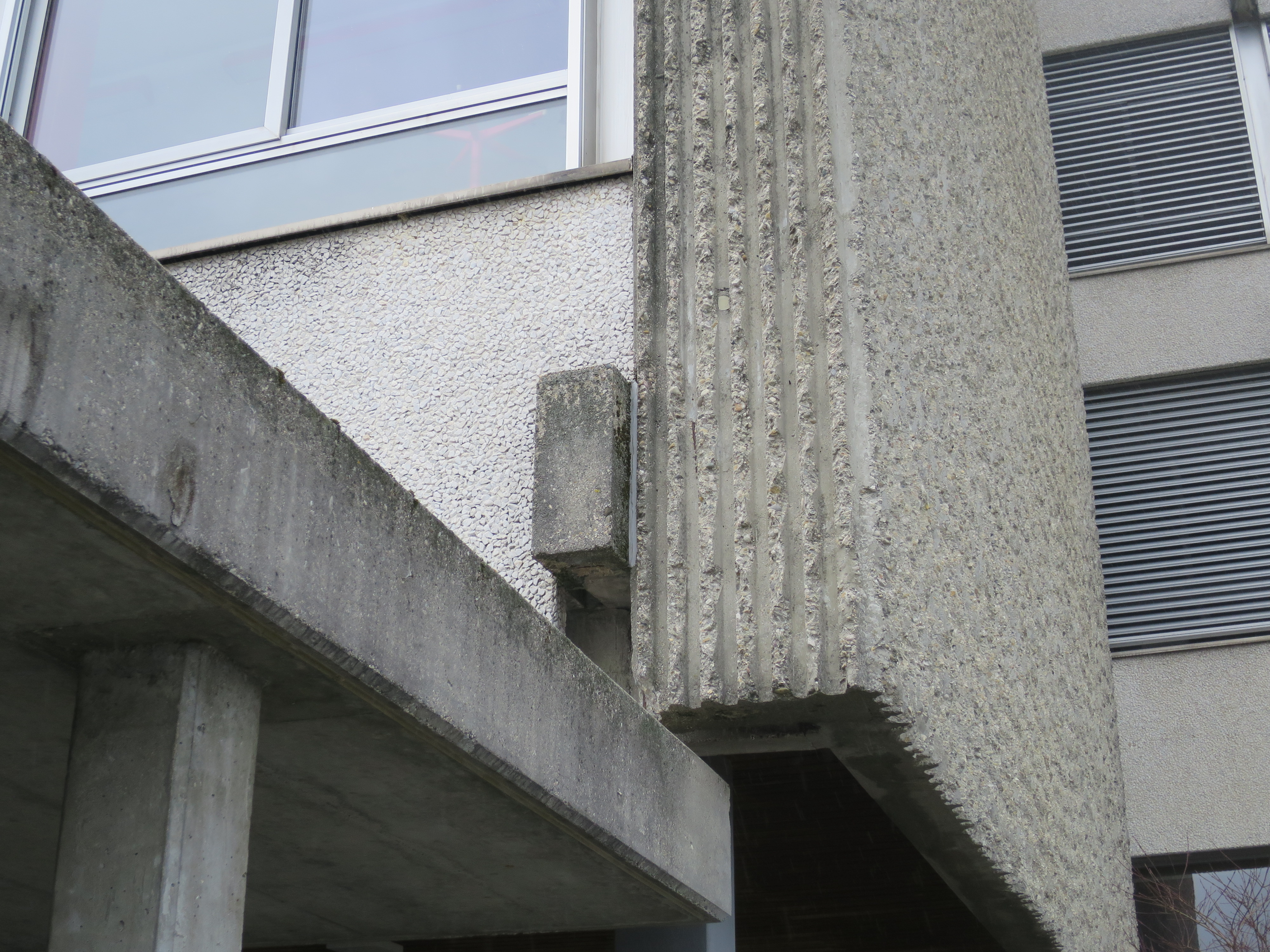
Détail du travail du béton et des éléments préfabriqués
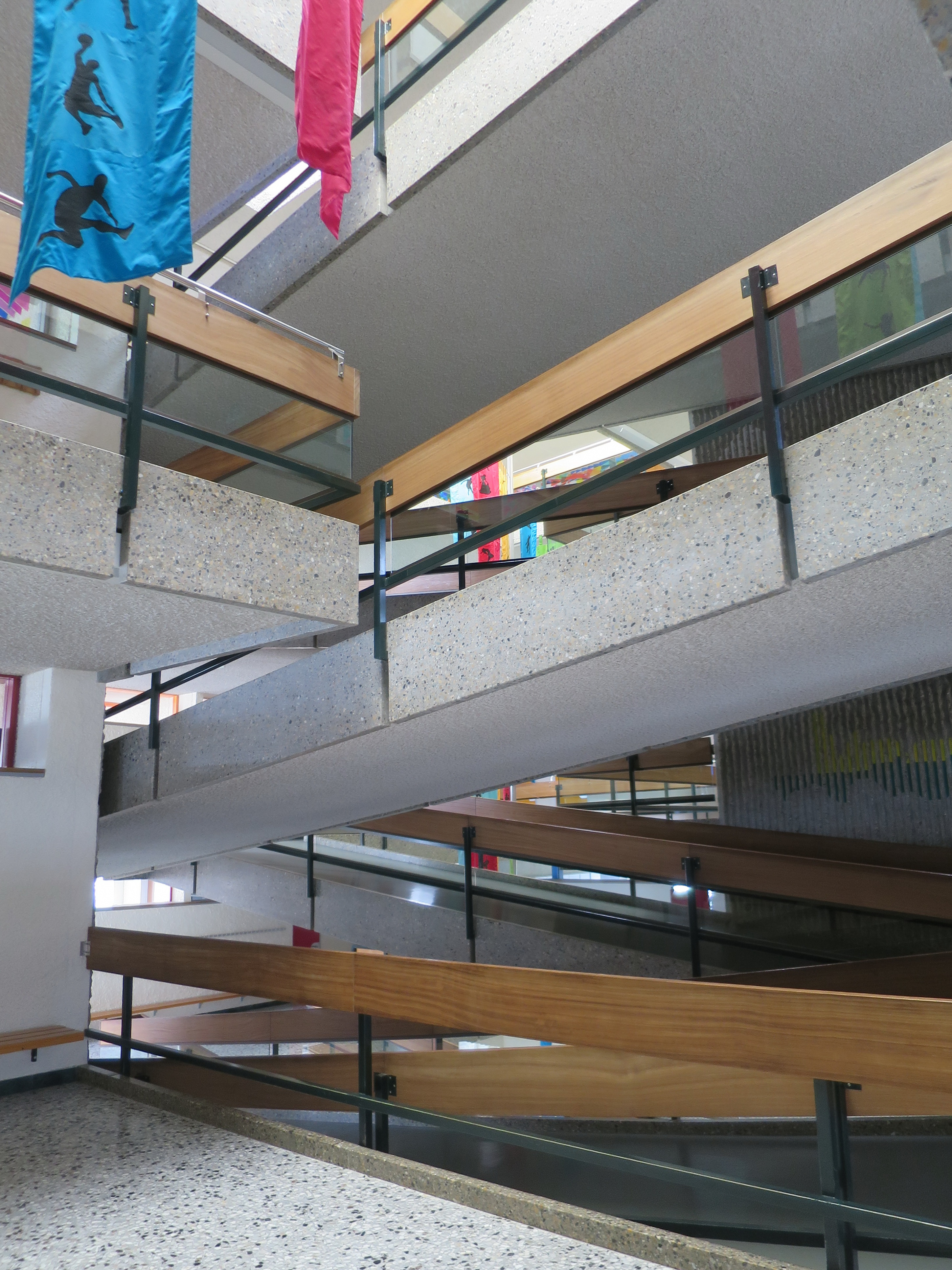
Intérieur, le double jeu de rampes et les puits de lumière

### Autres réalisations

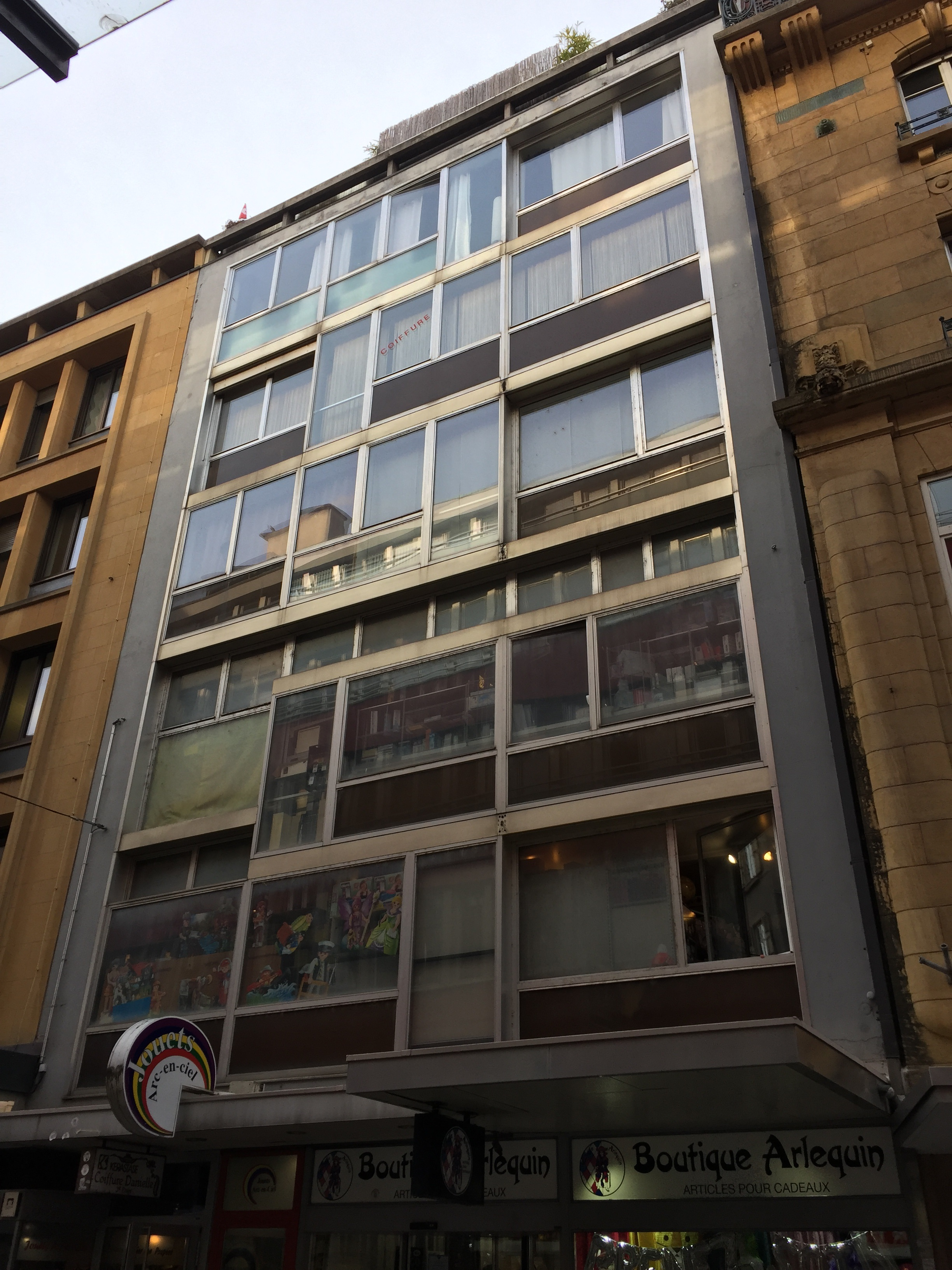
Neuchâtel, rue Saint-Maurice 7 et son mur-rideau
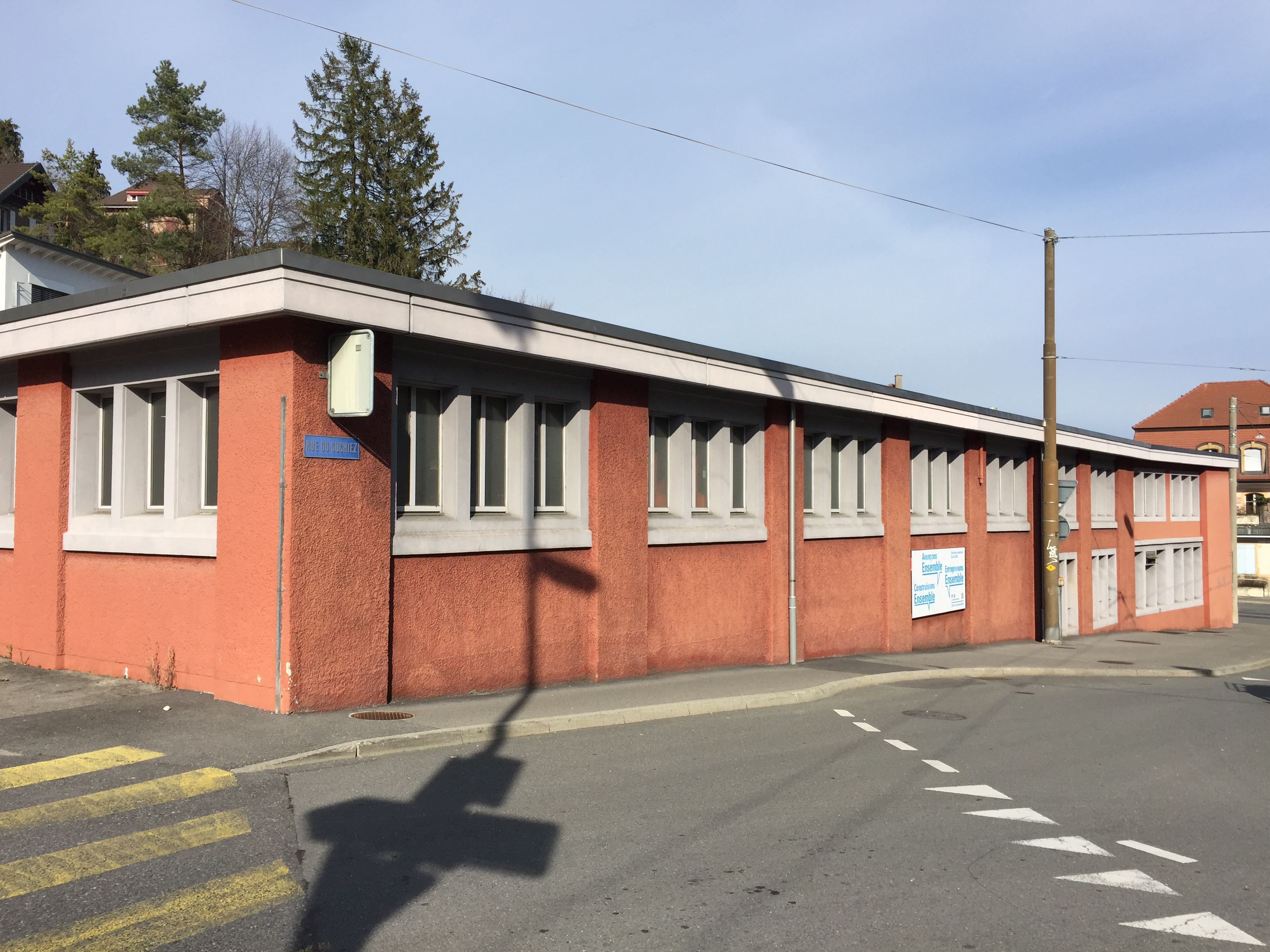
Neuchâtel, garage pour les véhicules de l'État
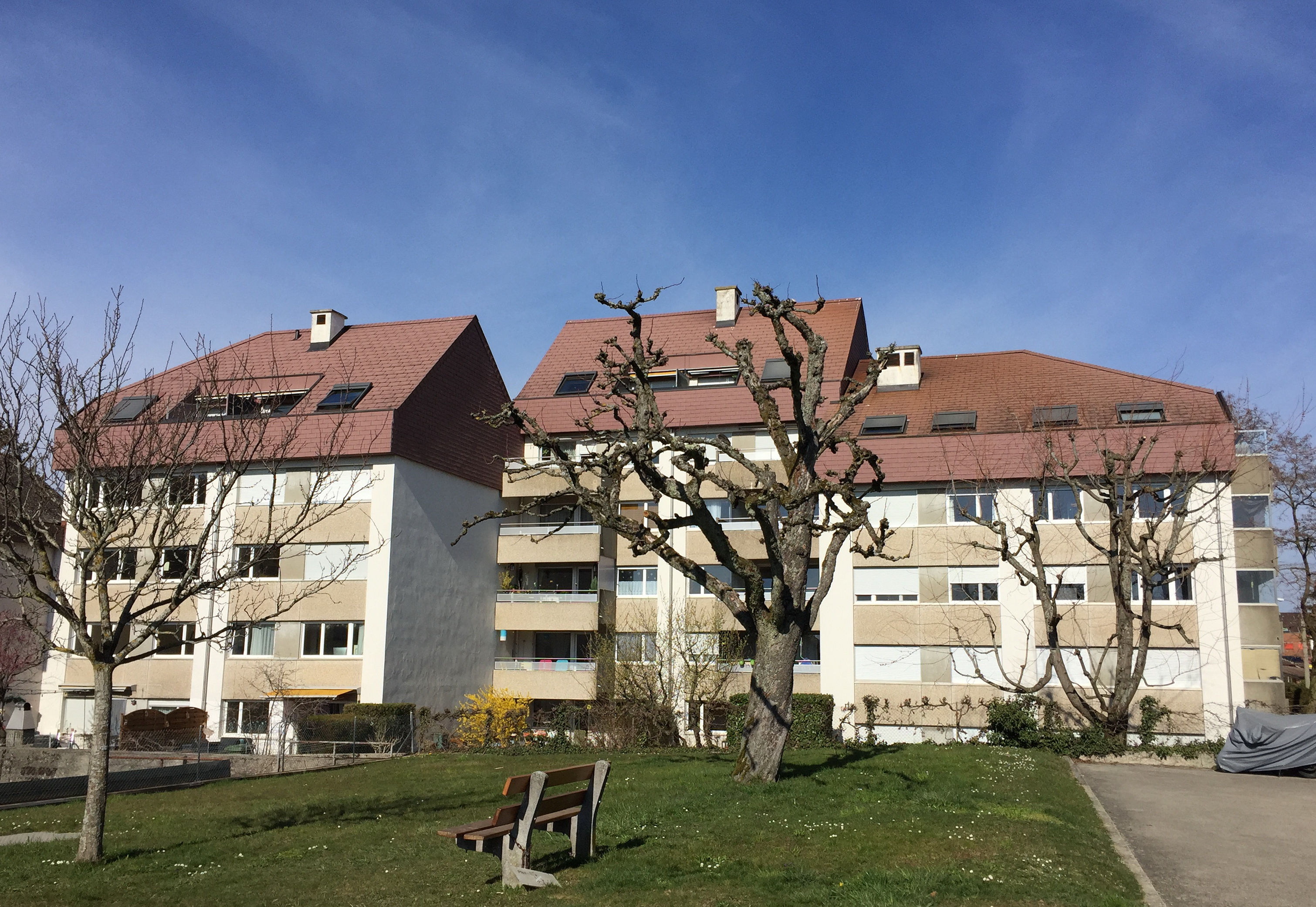
Marin (La Tène), ensemble locatif et commercial
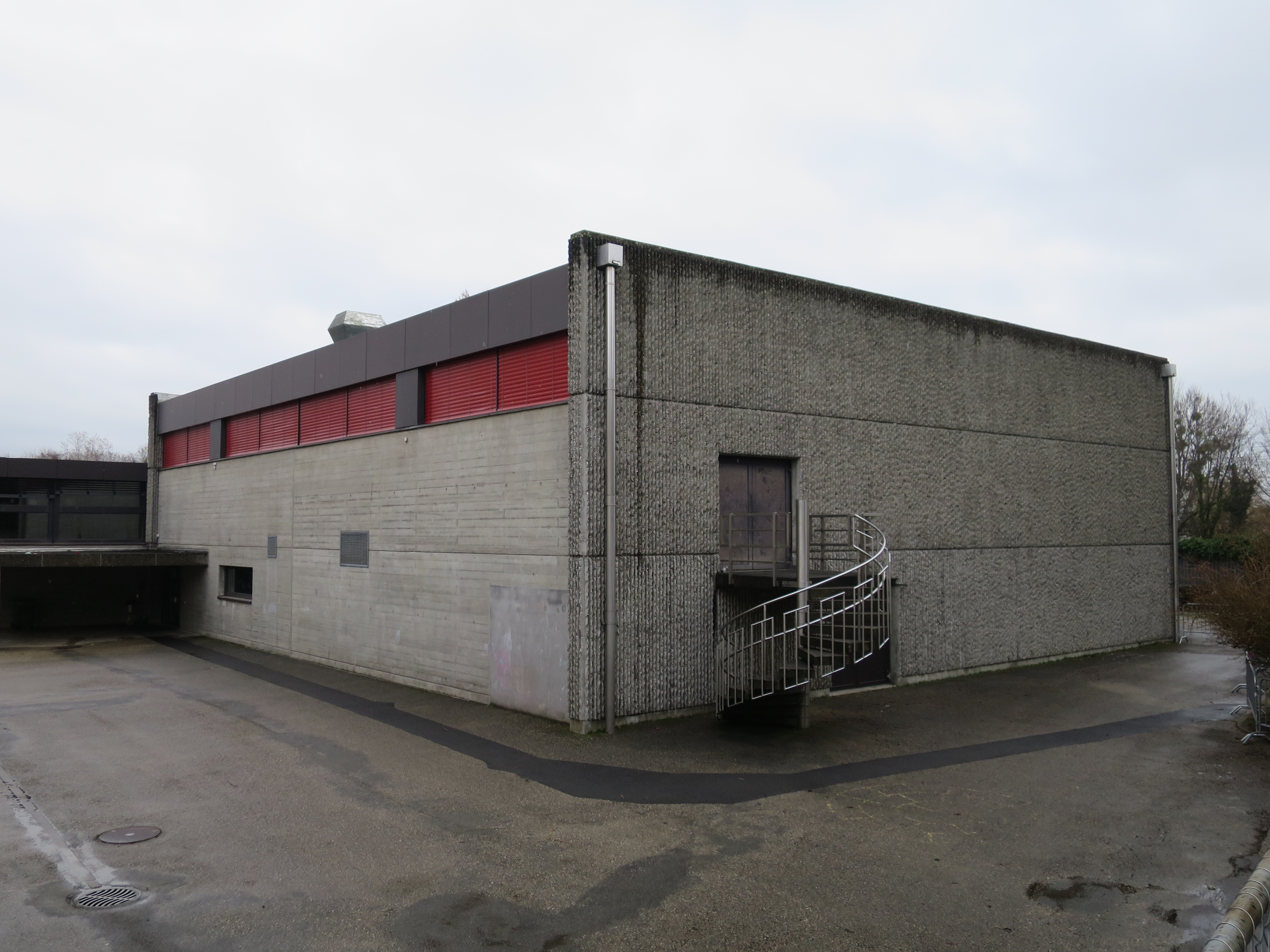
Auvernier, salle polyvalente, façades nord et ouest
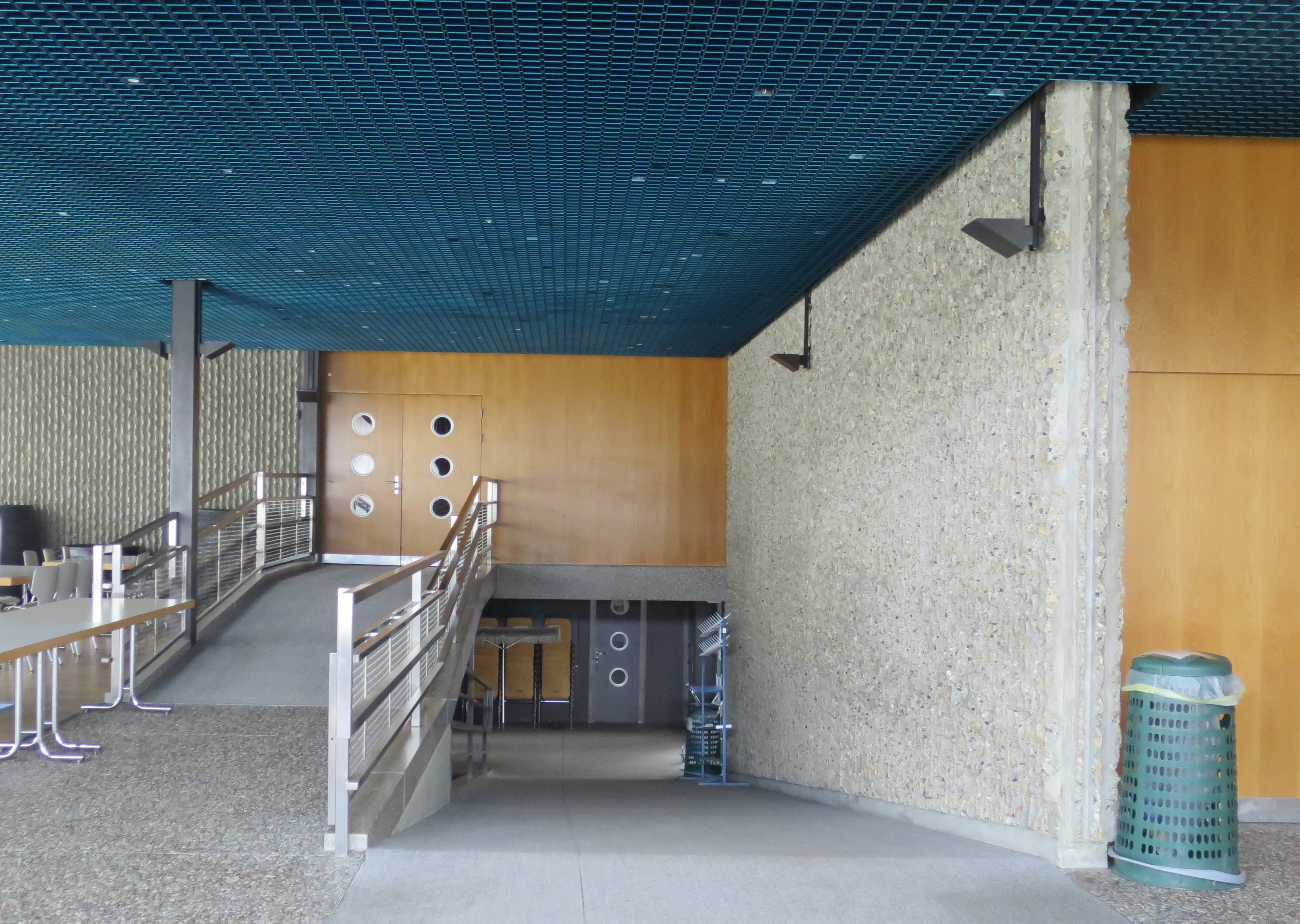
Auvernier, salle polyvalente, hall d'entrée

### Collaborations avec d'autres architectes

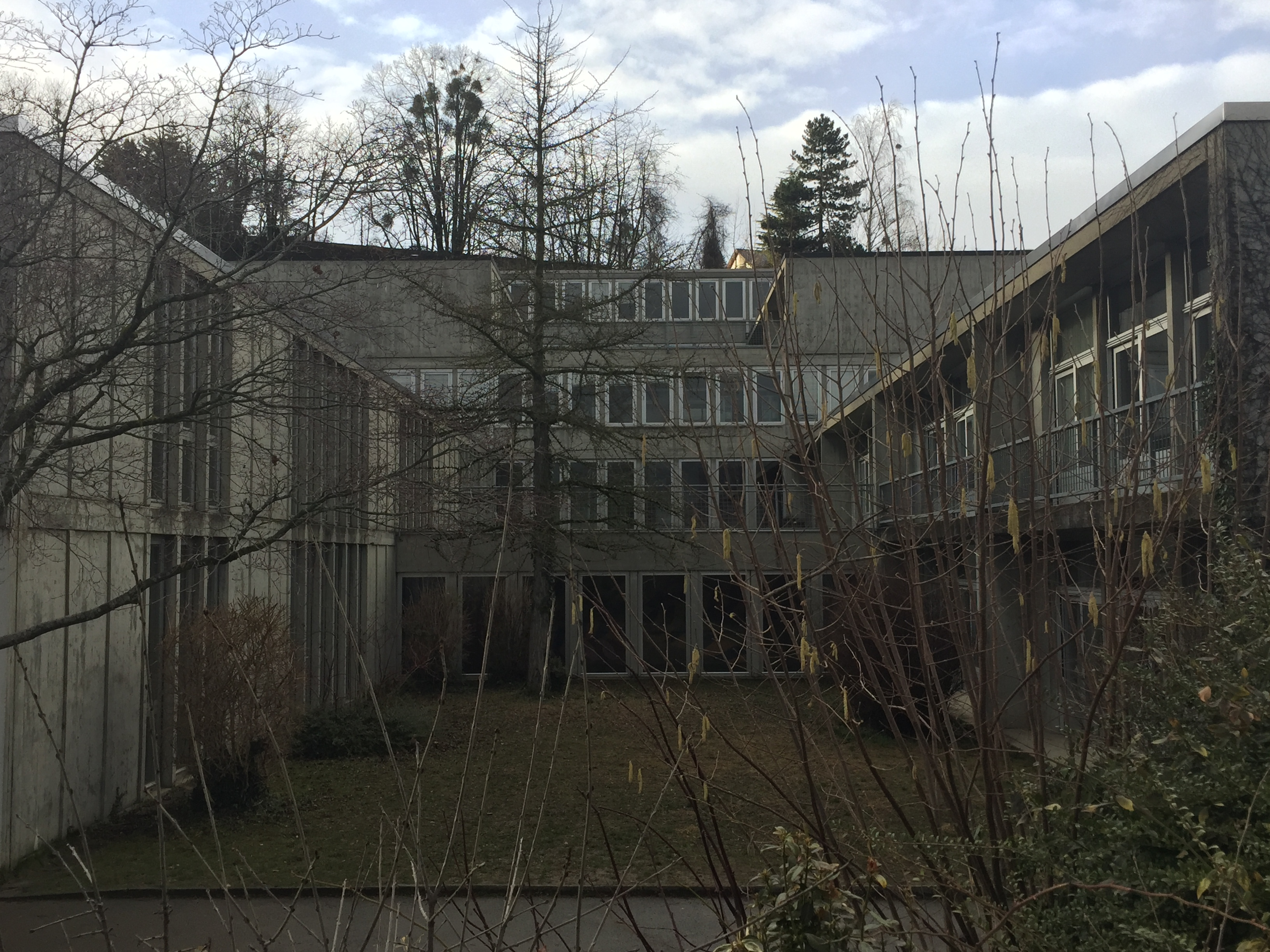
Colombier, collège de Cescole, façade sud
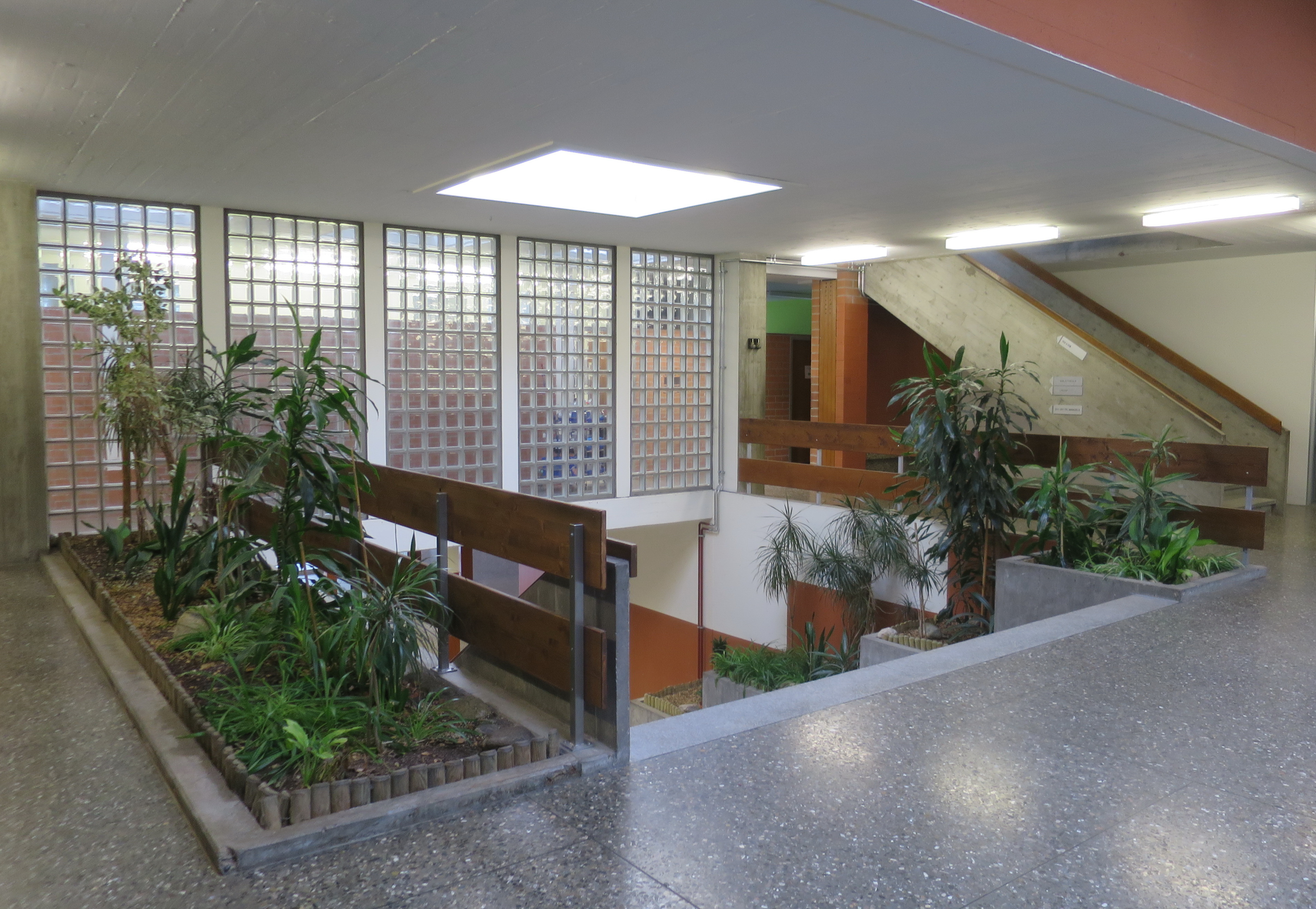
Colombier, collège de Cescole, hall d'entrée
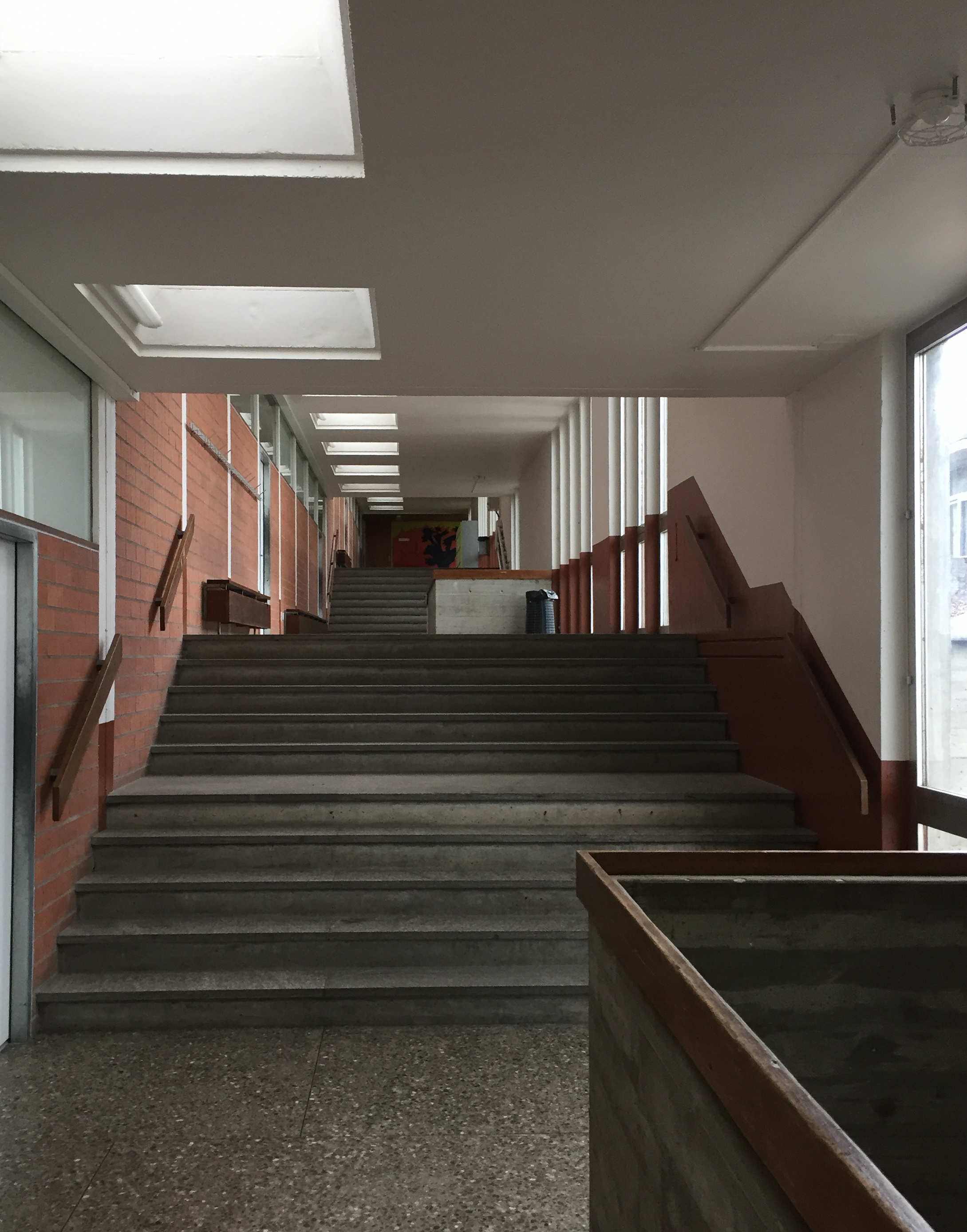
Colombier, collège de Cescole, couloir nord-sud
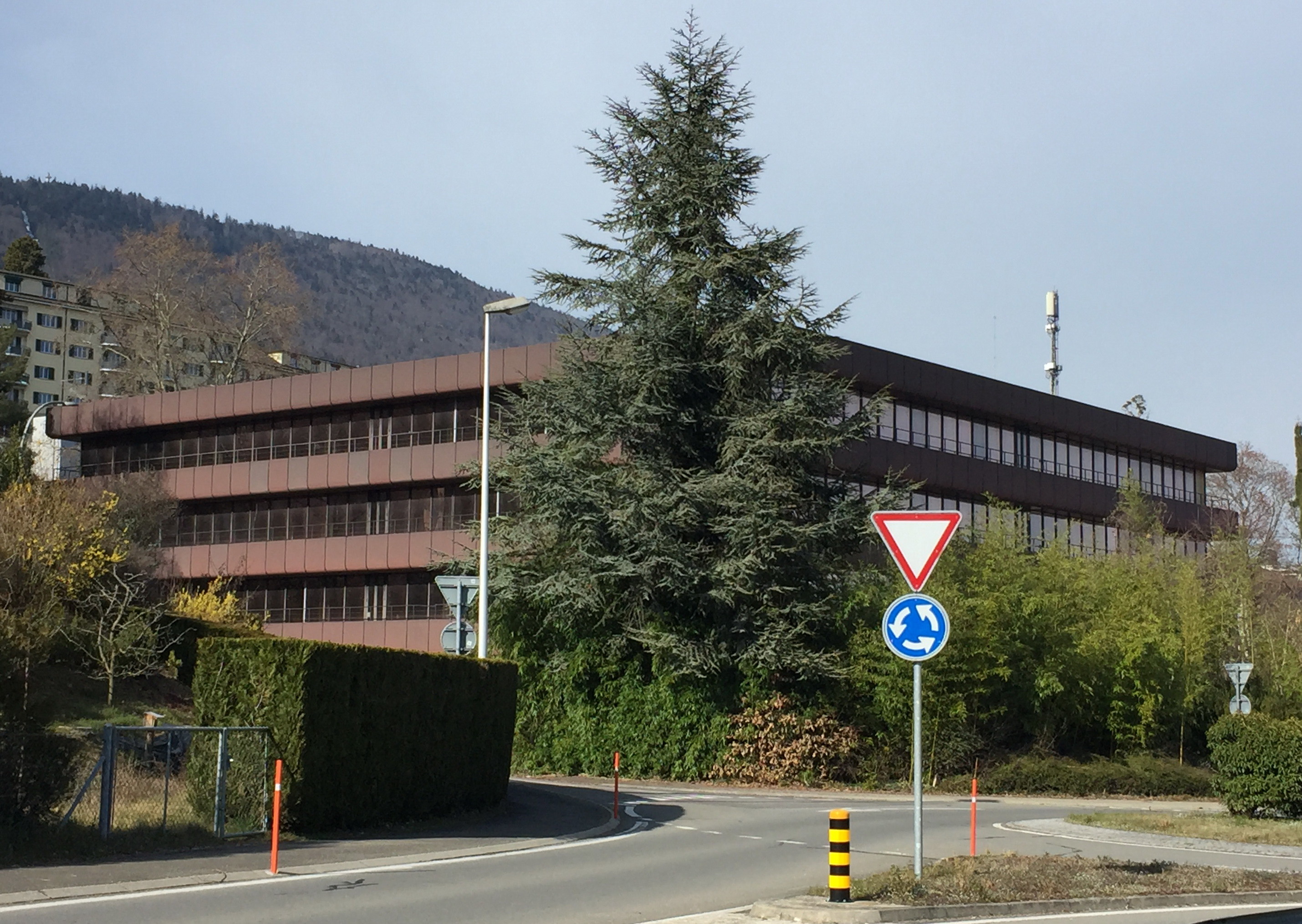
Neuchâtel, façades sud et ouest de l'immeuble de l'ancienne Neuchâteloise Assurance
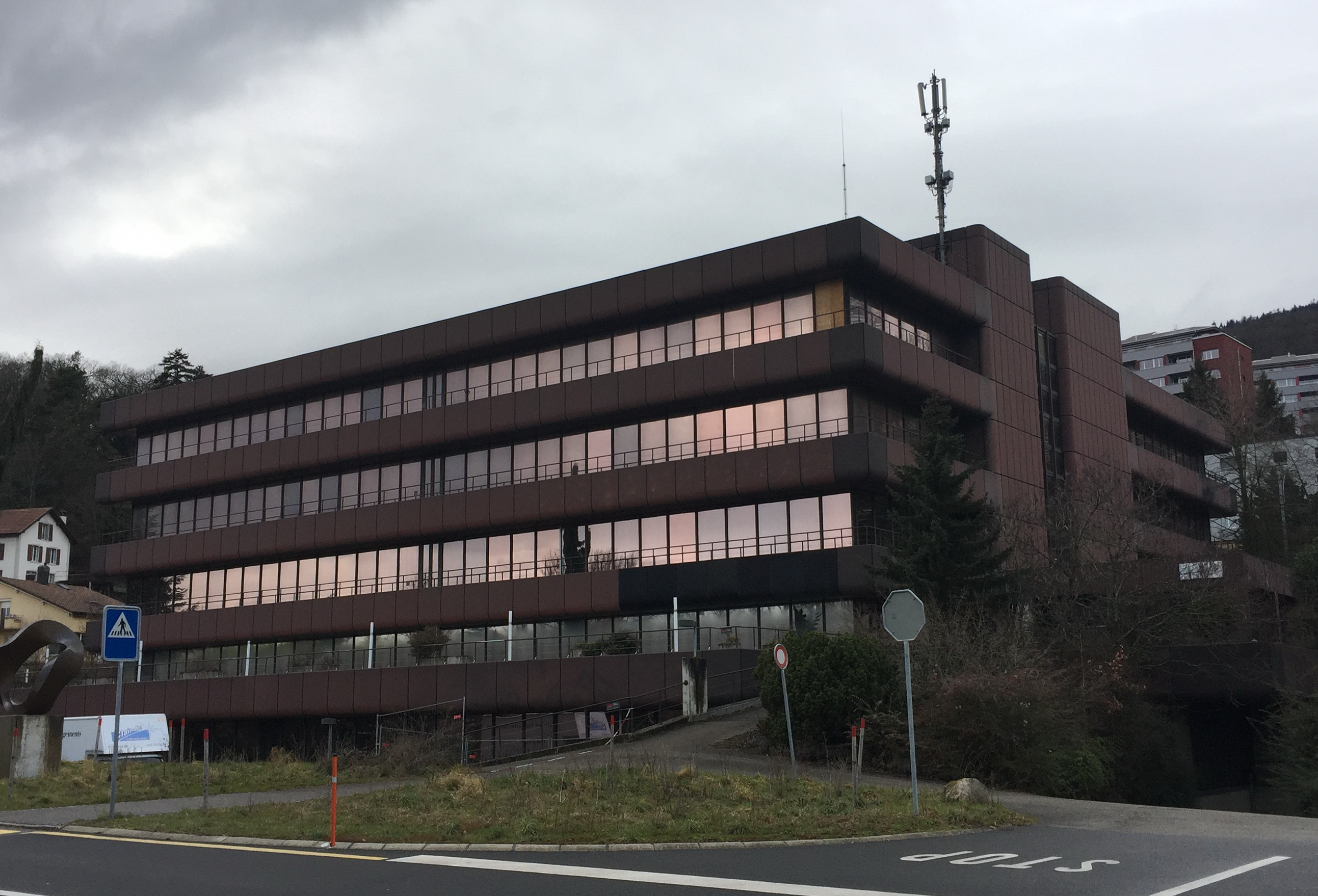
Neuchâtel, façades sud et est de l'immeuble de l'ancienne Neuchâteloise Assurance
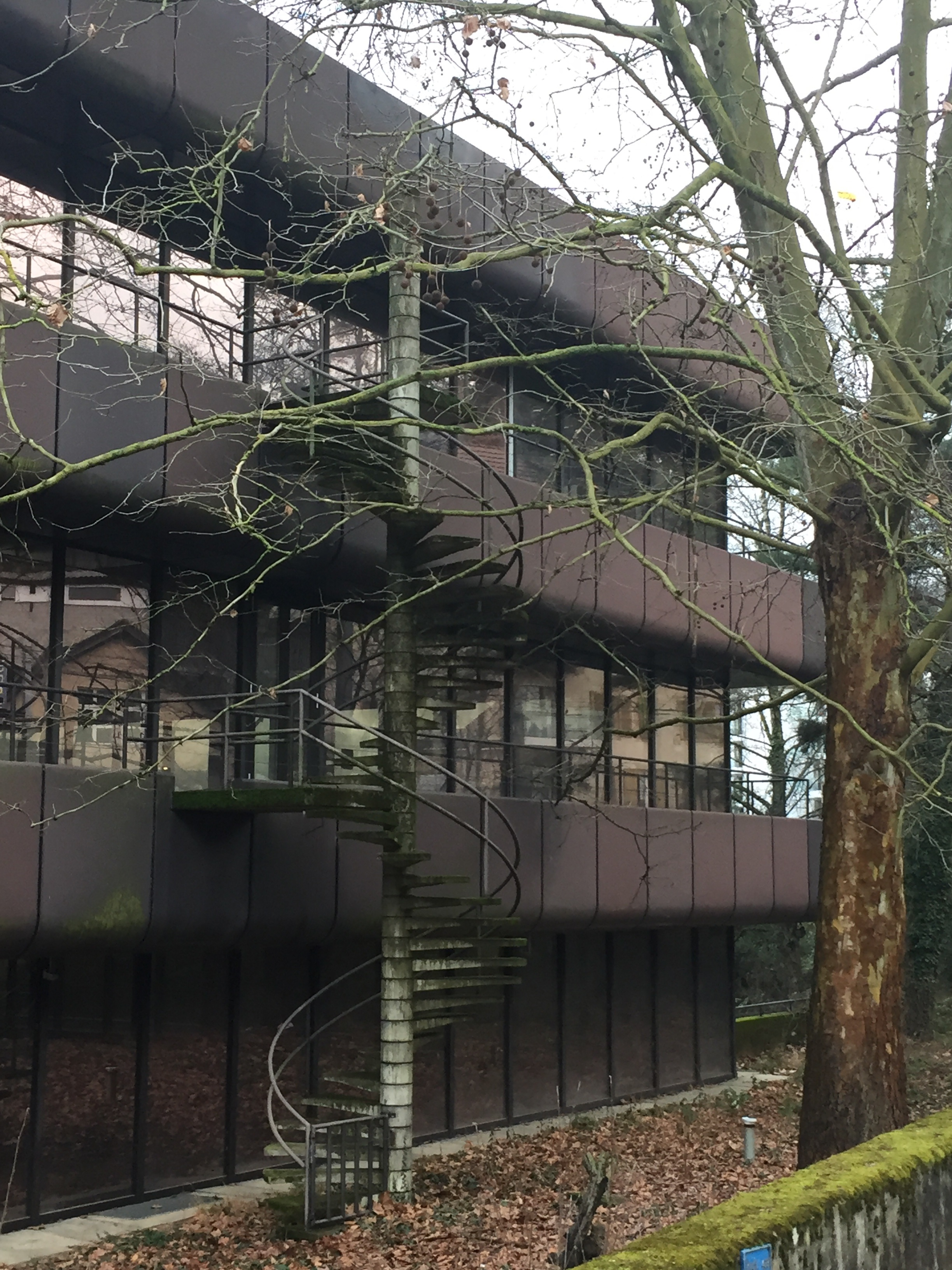
Neuchâtel, façade nord de l'immeuble de l'ancienne Neuchâteloise Assurance